# Люса-э-Нонтронно
Люса́-э-Нонтронно́ (фр. Lussas-et-Nontronneau) — коммуна во Франции, находится в регионе Аквитания. Департамент — Дордонь. Входит в состав кантона Ле-Перигор-вер-нонтронне. Округ коммуны — Нонтрон.
Код INSEE коммуны — 24248.

## География
Коммуна расположена приблизительно в 400 км к югу от Парижа, в 120 км северо-восточнее Бордо, в 38 км к северу от Перигё.

### Климат
Климат умеренный океанический со средним уровнем осадков, которые выпадают преимущественно зимой. Лето здесь долгое и тёплое, однако также довольно влажное, здесь не бывает регулярных периодов летней засухи. Средняя температура января — 5 °C, июля — 18 °C. Изредка вследствие стечения неблагоприятных погодных условий может наблюдаться непродолжительная засуха или случаются поздние заморозки. Климат меняется очень часто, как в течение сезона, так и год от года.

## Население
Население коммуны на 2010 год составляло 314 человек.
| 1962 | 1968 | 1975 | 1982 | 1990 | 1999 | 2010 |
| ---- | ---- | ---- | ---- | ---- | ---- | ---- |
| 461  | 364  | 370  | 359  | 363  | 371  | 314  |

## Администрация
| Период | Период | Фамилия       | Партия       | Примечания        |
| ------ | ------ | ------------- | ------------ | ----------------- |
| 1989   | 1995   | Рене Дюбрёй   |              |                   |
|        |        |               |              |                   |
| 2001   | 2020   | Морисет Белли | беспартийная | работник торговли |

## Экономика
В 2010 году среди 185 человек трудоспособного возраста (15-64 лет) 131 были экономически активными, 54 — неактивными (показатель активности — 70,8 %, в 1999 году было 72,2 %). Из 131 активных жителей работали 118 человек (64 мужчины и 54 женщины), безработных было 13 (5 мужчин и 8 женщин). Среди 54 неактивных 11 человек были учениками или студентами, 26 — пенсионерами, 17 были неактивными по другим причинам.

## Достопримечательности
- Церковь Св. Стефана (XII век).
- Романская церковь Св. Иоанна.
- Руины церкви Св. Радегунды (XII век). Исторический памятник с 1988 года[5].
- Замок Бове[фр.] (XVI век). Исторический памятник с 2011 года[6].
- Руины галло-романской виллы. Исторический памятник с 1984 года[7].

## Фотогалерея
- Замок Бове
- Церковь Св. Стефана
- Церковь Св. Иоанна
- Руины церкви Св. Радегунды
- Колодец и крест
- Река Бандья